# Larus marinus

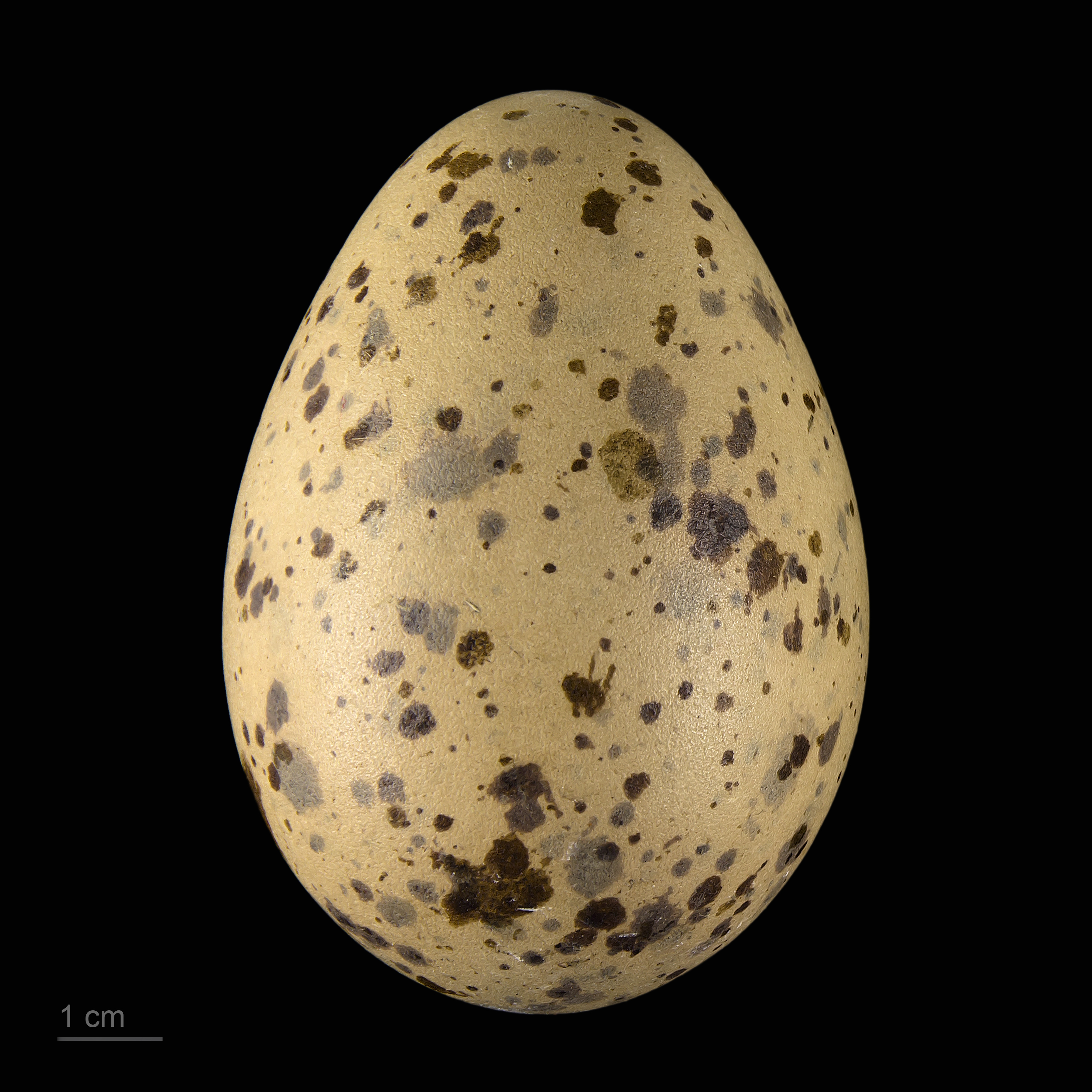
Larus marinus - MHNT

El gavión atlántico (Larus marinus) es una especie de ave Charadriiforme de la familia Laridae. Es una de las gaviotas más grandes del mundo, con una envergadura de alas de hasta 1,7 m.
Tiene un poderoso pico para comer polluelos de aves marinas y crías de patos, tragándoselos enteros. A diferencia de la gaviota argéntea, esta ave suele cazar sola o en pareja. Anida en las costas rocosas y pone tres huevos en cada nidada. Miden hasta 79 cm de largo y se la encuentra en el norte del océano Atlántico.